# 圣伯尔纳铎堂 (塞维利亚)
圣伯尔纳铎堂（西班牙语：Iglesia de San Bernardo）是一座罗马天主教教堂，位于西班牙塞维利亚的同名社区（barrio de San Bernardo）。1992年列入安达卢西亚遗产目录。

## 历史
这座教堂建于1780年至1785年，由建筑师何塞·阿尔瓦雷斯（José Alvarez）设计，1786年正式落成。其建筑风格属于从巴洛克到新古典主义的过渡。1936年部分遭受大火的破坏。